# S/y Belle Amie (1915)
s/y Belle Amie är en 40 fots galeas, byggd i Holland 1915 och används som skolfartyg av Marina läroverket i Danderyds kommun. Belle Amie kan också hyras för konferenser av organisationer, företag och privatpersoner som vill uppleva Stockholms skärgård.

## Historik
Belle Amie byggdes 1915 i Nederländerna som ett seglande fiskefartyg. Hon döptes till Wilhelmina Klein och användes för drivgarnsfiske i Nordsjön. Efter två år såldes hon och fick namnet Maria Catharina. 1927 såldes hon till John Hilding Mattson, Hovenäset och byggdes om till en motorseglare vid ett skeppsvarv i Moorburg, Hamburg. Fartyget fick namnet Helga och gick i fraktfart. 1935 såldes motorseglaren till Arthur Emilius Henriksson i Göteborg, fick namnet Prins Axel och fortsatte i fraktfart till 1966. Nästa ägare blev Harald Johansson, Göteborg, som döpte om fartyget till Belle Amie och byggde om henne till passagerarfartyg. Belle Amie användes som utställningsfartyg för AEG och Osby kök och gick runt Sveriges och Norges kuster samt fisketurer och badturer till Vinga. Efter tio år såldes hon till Danderyd där hon gick som bl.a. scoutbåt i många år. Från 1991 ägs Belle Amie av Klart Skepp Marinteknik AB och används av Marina läroverket i Danderyd.
Belle Amie är ett Traditionsfartyg.

## Fartygsfakta
Belle Amie har stor- och mesanmast och för 7 segel med en total segelyta på 370 kvm. Fartyget har 18 kojplatser i fasta hytter och ett antal extra kojplatser i salongen.
| Material            | Stål         |         |
| Segelyta            | 370 m2       |         |
| Registreringsnummer | 7467         |         |
| Signalbokstäver     | SITR         |         |
| Längd över allt     | 27 meter     |         |
| Bredd               | 6,3 meter    |         |
| Djupgående          | 2,8 meter    |         |
| Deplacement         | 150 ton      |         |
| Huvudmaskin         | Scania DS 11 | 280 Hkr |

## Användning
Förutom skolfartyg kan Belle Amie chartras av organisationer, privatpersoner och företag. På dagsturer kan hon ta 48 passagerare. Ombord finns 18 kojer för övernattning i fartygets 2, 4 och 6 bäddshytter. Under däck finns en matsal som rymmer 25 sittande gäster.